# Auslogics Registry Cleaner
Auslogics Registry Cleaner — бесплатная утилита, которая предоставляет пользователям мощный и простой в использовании инструмент для очистки системного реестра от неверных или неиспользуемых записей в 32-битных и 64-разрядных операционных системах Microsoft Windows.

## Описание
Утилита предназначена главным образом для быстрой и безопасной очистки системного реестра Microsoft Windows, а также ускорения производительности работы компьютера.
Auslogics Registry Cleaner производит поиск по следующим категориям на наличие ошибок, включая «ассоциации файлов», «шрифты», «расширения файлов», «установленные программы», «автозапуск», «файлы справки», «пути к приложениям», «списки истории», «события приложений», «ярлыки», «брандмауэр», «Интернет», «COM и ActiveX», «общие DLL», «виртуальные устройства», «удалённые программы».
После сканирования системы утилита автоматически определяет, какие данные можно оперативно и безболезненно для системы удалить, а какие ошибки исправить, создавая точку восстановления системы в «Центре восстановления» для отката всех изменений в случае ошибочного удаления.

## Возможности
- Простой в использовании графический интерфейс.
- Быстрое и оперативное исправление ошибок в системном реестре.
- «Быстрый поиск» или «улучшенный поиск».
- Увеличение производительности и быстродействия компьютера.
- Откат всех изменений в первоначальное состояние, благодаря созданию точек восстановления системы в «Центре восстановления».
- Минимальное потребление системных ресурсов.
- Интернациональная поддержка.
- Удаление неиспользуемых и дублирующихся registry keys.
- Создание копий для бэкапа.